# Vander (piłkarz)
Vander, właśc. Vander Martins (ur. 5 maja 1945 w Belo Horizonte) – brazylijski piłkarz, występujący podczas kariery na pozycji środkowego obrońcy.

## Kariera klubowa
Vander swoją piłkarską karierę rozpoczął w klubie Clube Atlético Mineiro w 1965. Z Atlético Mineiro zdobył mistrzostwo stanu Minas Gerais – Campeonato Mineiro w 1970. Ogółem w barwach Galo rozegrał 207 spotkań, w których strzelił 1 bramkę. W latach 1970–1971 był zawodnikiem CR Flamengo. W latach 1971–1974 i 1975 (z krótką przerwę na grę w Cruzeiro EC) występował w Américe Belo Horizonte.
W Américe 8 sierpnia 1971 w zremisowanym 1-1 meczu derbowym z Atlético Mineiro zadebiutował w lidze brazylijskiej. Również barwach Amériki 9 listopada 1975 w zremisowanym 0-0 meczu z Athletico Paranaense Vander po raz ostatni wystąpił w lidze. Ogółem w latach 1971–1975 rozegrał w lidze 99 spotkań.

## Kariera reprezentacyjna
Jedyny raz w reprezentacji Brazylii Vander wystąpił 19 grudnia 1968 w wygranym 3-2 towarzyskim meczu z reprezentacją Jugosławii.